# جاك كرين (سياسي)
جاك كرين هو سياسي أمريكي، ولد في 7 يناير 1920 في نوكونا في الولايات المتحدة، وتوفي في 22 أكتوبر 1994. انتخب عضو مجلس نواب تكساس ‏.